# Puyravault (Vendée)
Puyravault és un municipi francès situat al departament de Vendée i a la regió de País del Loira. L'any 2007 tenia 637 habitants.

## Demografia

### Població
El 2007 la població de fet de Puyravault era de 637 persones. Hi havia 236 famílies de les quals 56 eren unipersonals (36 homes vivint sols i 20 dones vivint soles), 80 parelles sense fills, 84 parelles amb fills i 16 famílies monoparentals amb fills.
La població ha evolucionat segons el següent gràfic:
Habitants censats

### Habitatges
El 2007 hi havia 279 habitatges, 237 eren l'habitatge principal de la família, 28 eren segones residències i 14 estaven desocupats. 269 eren cases i 7 eren apartaments. Dels 237 habitatges principals, 195 estaven ocupats pels seus propietaris, 38 estaven llogats i ocupats pels llogaters i 4 estaven cedits a títol gratuït; 1 tenia una cambra, 15 en tenien dues, 34 en tenien tres, 65 en tenien quatre i 122 en tenien cinc o més. 194 habitatges disposaven pel capbaix d'una plaça de pàrquing. A 104 habitatges hi havia un automòbil i a 115 n'hi havia dos o més.

### Piràmide de població
La piràmide de població per edats i sexe el 2009 era:
| Homes | Edats   | Dones |
| ----- | ------- | ----- |
| 0     | 95 o +  | 0     |
| 4     | 90 a 94 | 8     |
| 4     | 85 a 89 | 40    |
| 4     | 80 a 84 | 4     |
| 8     | 75 a 79 | 0     |
| 8     | 70 a 74 | 12    |
| 16    | 65 a 69 | 16    |
| 24    | 60 a 64 | 20    |
| 4     | 55 a 59 | 4     |
| 24    | 50 a 54 | 24    |
| 16    | 45 a 49 | 16    |
| 12    | 40 a 44 | 16    |
| 20    | 35 a 39 | 4     |
| 24    | 30 a 34 | 24    |
| 20    | 25 a 29 | 12    |
| 4     | 20 a 24 | 20    |
| 24    | 15 a 19 | 8     |
| 8     | 10 a 14 | 20    |
| 4     | 5 a 9   | 44    |
| 20    | 0 a 4   | 12    |

## Economia
El 2007 la població en edat de treballar era de 352 persones, 272 eren actives i 80 eren inactives. De les 272 persones actives 247 estaven ocupades (143 homes i 104 dones) i 25 estaven aturades (4 homes i 21 dones). De les 80 persones inactives 24 estaven jubilades, 18 estaven estudiant i 38 estaven classificades com a «altres inactius».

### Ingressos
El 2009 a Puyravault hi havia 244 unitats fiscals que integraven 630,5 persones, la mediana anual d'ingressos fiscals per persona era de 16.707 €.

### Activitats econòmiques
Dels 23 establiments que hi havia el 2007, 1 era d'una empresa alimentària, 4 d'empreses de construcció, 6 d'empreses de comerç i reparació d'automòbils, 3 d'empreses de transport, 2 d'empreses d'hostatgeria i restauració, 1 d'una empresa d'informació i comunicació, 2 d'empreses de serveis, 3 d'entitats de l'administració pública i 1 d'una empresa classificada com a «altres activitats de serveis».
Dels 5 establiments de servei als particulars que hi havia el 2009, 1 era un taller de reparació d'automòbils i de material agrícola, 1 paleta, 1 fusteria, 1 perruqueria i 1 restaurant.
Dels 2 establiments comercials que hi havia el 2009, 1 era una botiga de menys de 120 m² i 1 una fleca.
L'any 2000 a Puyravault hi havia 14 explotacions agrícoles que ocupaven un total de 873 hectàrees.

## Equipaments sanitaris i escolars
El 2009 hi havia una escola elemental.

## Poblacions més properes
El següent diagrama mostra les poblacions més properes.